# The Godfather
Bố già (tiếng Anh: The Godfather) là một bộ phim hình sự sản xuất năm 1972 dựa theo tiểu thuyết cùng tên của nhà văn Mario Puzo và do Francis Ford Coppola đạo diễn. Phim xoay quanh diễn biến của gia đình mafia gốc Ý Corleone trong khoảng 10 năm từ 1945 đến 1955. Bộ phim có dàn diễn viên nổi tiếng gồm Marlon Brando, Al Pacino, Robert Duvall, Diane Keaton và James Caan. Đây được xem là một trong những bộ phim có dàn diễn viên hùng hậu nhất trong lịch sử điện ảnh Hoa Kỳ, với bốn diễn viên chính là Marlon Brando, Al Pacino, Robert Duvall và Diane Keaton đều từng dành giải Oscar cho diễn viên chính xuất sắc nhất.
Bộ phim được coi là một trong những phim hay nhất của lịch sử điện ảnh, nó luôn xếp ở các vị trí dẫn đầu trong các bảng xếp hạng phim hay uy tín. Bố già được bình chọn là bộ phim xếp thứ 2 trong Danh sách 100 phim hay nhất của Viện phim Mỹ và cũng đứng thứ 2 trong danh sách 250 phim hay nhất của trang web dữ liệu điện ảnh uy tín IMDb. Đây cũng là bộ phim đầu bảng trên các danh sách phim hay nhất của Metacritic và Rotten Tomatoes.
Bố già được nối tiếp bởi 2 phần là Bố già phần II (The Godfather Part II) sản xuất năm 1974 và Bố già phần III (The Godfather phần III) sản xuất năm 1990.

## Nội dung
Phim bắt đầu bằng cảnh đám cưới của Connie Corleone, con gái duy nhất của ông trùm Vito Corleone với Carlo Rizzi vào cuối mùa hè năm 1945 ở Long Island, New York. Vì phong tục "không người Sicilia nào được từ chối những đề nghị vào ngày cưới của con gái họ", Vito Corleone, thường được bạn bè và người cộng tác gọi là "Bố già", cùng với người cố vấn (cũng là con nuôi) Tom Hagen phải ngồi nghe những thỉnh cầu từ bạn bè và đối tác làm ăn. Cùng lúc đó, con trai út của nhà Corleone, Michael, người vừa trở về sau chiến tranh với tư cách một anh hùng, kể cho bạn gái của anh là Kay Adams những giai thoại về cuộc đời tội ác của cha mình và cam đoan với cô rằng anh không giống với gia đình mình.

Trong số khách mời đám cưới có ca sĩ nổi tiếng Johnny Fontane, con đỡ đầu của Vito Corleone, tới để đề nghị Bố già giúp đỡ anh ta có được vai diễn trong một bộ phim Hollywood của Jack Woltz, người trước đó đã từ chối thẳng thừng Fontane. Don Corleone đã nói với Johnny: 
"Ta sẽ đưa ra một đề nghị mà hắn không thể chối từ - I'm gonna make him an offer he can't refuse".
Hagen được cử tới California để thương lượng nhưng Woltz vẫn giận dữ nói rằng không bao giờ giao vai cho Fontane. Sáng hôm sau khi Woltz thức dậy, lão nhận ra rằng mình đang nằm cạnh cái đầu đầy máu của con ngựa quý mà lão giới thiệu với Hagen trước đó. Ngay sau đó, Johnny đã nhận được vai diễn mong muốn. (hợp với tính cách của anh)
Sau đó nhà Corleone gặp tay buôn bán heroin Virgil Sollozzo biệt danh "gã người Thổ" (The Turk), người được hậu thuẫn bởi gia đình Tattaglia thù địch. Gã đề nghị Don Corleone bảo vệ về mặt chính trị và đầu tư để gã nhập và phân phối một lượng ma túy lớn tuy nhiên Corleone đã từ chối. Sau đó Hagen bị Sollozzo và tay sai bắt cóc, còn bản thân Bố già cũng bị ám sát không thành nhưng trọng thương. Sollozzo thuyết phục Hagen đề nghị Sonny chấp nhận vụ làm ăn mà cha anh ta đã từ chối, Sonny cũng vẫn bỏ qua nó, cũng có nghĩa đã khơi ngòi cho cuộc chiến với Sollozzo và gia đình Tattaglia. Bây giờ, nhà Corleone phải chuẩn bị để chống lại cuộc chiến toàn diện với 4 gia đình lớn còn lại.
Michael, người được các gia đình mafia khác coi là "dân thường" trong cuộc xung đột này, đến thăm bố mình tại bệnh viện, anh nhận ra không có vệ sĩ nào của ông canh gác. Biết rằng Bố già sắp bị giết, Michael vội chuyển ông vào một phòng khác, gọi Sonny đến cứu trợ và đi ra canh chừng cửa chính. Sau khi lừa được vài tay chân của Sollozzo, anh gặp cảnh sát đến bệnh viện trong đó có tay đại úy bị mua chuộc McCluskey, gã này làm vỡ quai hàm của Michael chỉ với một cú đấm. Ngay sau đó Hagen xuất hiện với những "thám tử tư" được phép mang súng để bảo vệ Don Corleone.
Nhận thấy tính mạng của Vito Corleone đang bị đe dọa, Michael tình nguyện đi giết Sollozzo và McCluskey. Anh hẹn gặp được Sollozo và McCluskey trong một nhà hàng sắp đặt trước với lý do là thương lượng hòa bình. Michael lấy cớ đi vào nhà vệ sinh, ở đây anh lấy khẩu súng đã được giấu sẵn và ám sát Sollozzo, McCluskey. Để tránh bị bắt vì tội giết người, Michael được nhà Corleone gửi về đảo Sicilia, nơi anh sống dưới sự bảo vệ của mafia địa phương. Cũng ở đây, anh yêu và cưới một cô gái địa phương tên là Apollonia, người sau đó chết trong một vụ ám sát không thành nhằm vào Michael.
Cùng lúc đó ở New York, Don Corleone trở về nhà và nổi điên khi biết Michael là người đã giết Sollozzo và McCluskey. Vài tháng sau, vào năm 1948, Sonny đánh Carlo vì gã này đã thô bạo với vợ, Connie, em gái của Sonny. Carlo vẫn tiếp tục hành hung Connie, lần này Sonny tự lái xe một mình đi tìm để giết gã, nhưng trên đường anh bị phục kích và bị một nhóm dùng súng máy giết chết. Thay vì trả thù cho Sonny, Don Corleone gặp những người đứng đầu của Ngũ Đại gia tộc nhằm thương lượng kết thúc chiến tranh giữa các gia đình mafia. Trong cuộc họp này, Bố già nhận ra rằng chính Don Barzini, chứ không phải Tattaglia, là người phải chịu trách nhiệm cho cuộc xung đột.
Được bảo đảm an toàn, Michael trở về nhà hơn một năm sau đó, anh gặp lại Kay người yêu cũ của mình và hỏi cưới cô. Vì Don Corleone đã gần như từ bỏ vị trí ông trùm, Sonny bị giết còn người anh Fredo tỏ vẻ không có khả năng trong việc lãnh đạo băng nhóm, Michael phải đứng ra nhận trách nhiệm đứng đầu gia đình Corleone và anh tuyên bố rằng công việc làm ăn của gia đình sẽ sớm được hợp pháp hóa hoàn toàn. Hai caporegime (lãnh đạo cao cấp) của gia đình Corleone là Peter Clemenza và Salvatore Tessio phàn nàn rằng họ bị gia đình Barzini chèn ép và đề nghị đánh trả nhưng Michael từ chối và nhận ra rằng hai người này có thể sẽ phản lại nhà Corleone. Anh quyết định dời công việc làm ăn của gia đình về bang Nevada.

Kay Adams (Diane Keaton)

Trong một cuộc họp kín, Vito cho rằng kẻ thù sẽ tìm cách giết Michael thông qua một người cộng tác tin cậy, không lâu sau ông ta chết vì lên cơn đau tim khi đang chơi với đứa cháu trong vườn cam. Trong đám ma, Tessio truyền đạt đề nghị một cuộc gặp mặt của Barzini với Michael, chứng tỏ rằng suy đoán của Vito trước đó là chính xác. Michael sắp đặt cuộc thanh trừng Moe Greene, Philip Tattaglia, Emilio Barzini, Salvatore Tessio, Anthony Strachi và Ottilio Cuneo, tất cả sẽ được tiến hành vào lễ đặt tên thánh cho con trai thứ hai của Connie và Carlo mà Michael là cha đỡ đầu. Ngay sau lễ đặt tên, Michael tra hỏi Carlo về cái chết của Sonny và lừa cho gã phải công nhận vai trò của mình trong việc sắp đặt vụ phục kích. Michael nói với gã: "Hôm nay, tao sẽ giải quyết ổn thỏa mọi việc của gia đình" (Today, I settle all Family business), anh cho Carlo biết hình phạt của hắn là bị tống cổ khỏi công việc làm ăn và phải bay đến Nevada ngay lập tức. Carlo lên ô tô tới sân bay, và bị Clemenza siết cổ đến chết.
Sau đó, Connie đối mặt với Michael và buộc tội anh trai đã giết chồng mình. Kay chất vấn Michael về lời buộc tội của Connie, nhưng anh từ chối trả lời. Kay cố nài nỉ và cuối cùng Michael phải nói dối rằng anh không hề liên quan tới cái chết của Carlo, Kay tin vào lời nói của chồng. Ở cảnh kết phim, Kay thấy Clemenza và caporegime mới của gia đình Corleone, Rocco Lampone, đang bày tỏ sự kính trọng với Michael, hôn tay anh và gọi anh là "Don Corleone". Cánh cửa đóng lại, Kay nhận ra rằng Michael đã trở thành Bố già mới.

## Nhân vật

### Gia đình Corleone
| Chú thích | Con | Con dâu, rể | Cháu |

|                           |                           |                           |                           |                           |                           |  |  |  |  |  |  | Antonio Andolini (?-1901) |  |  |  |  |  |                                      |  |                   |                   |                   |                   |                     |                     |                     |                     |                     |                     |               |               |                      |                      |                      |                      |                      |                      |  |  |           |           |           |           |           |           |  |  |  |  |  |  |  |  |  |  |  |  |  |  |  |  |
|                           |                           |                           |                           |                           |                           |  |  |  |  |  |  |                           |  |  |  |  |  |                                      |  |                   |                   |                   |                   |                     |                     |                     |                     |                     |                     |               |               |                      |                      |                      |                      |                      |                      |  |  |           |           |           |           |           |           |  |  |  |  |  |  |  |  |  |  |  |  |  |  |  |  |
|                           |                           |                           |                           |                           |                           |  |  |  |  |  |  |                           |  |  |  |  |  |                                      |  |                   |                   |                   |                   |                     |                     |                     |                     |                     |                     |               |               |                      |                      |                      |                      |                      |                      |  |  |           |           |           |           |           |           |  |  |  |  |  |  |  |  |  |  |  |  |  |  |  |  |
|                           |                           |                           |                           |                           |                           |  |  |  |  |  |  |                           |  |  |  |  |  | Vito (Andolini) Corleone (1892-1954) |  |                   |                   |                   |                   |                     |                     |                     |                     |                     |                     |               |               |                      |                      |                      |                      |                      |                      |  |  |           |           |           |           |           |           |  |  |  |  |  |  |  |  |  |  |  |  |  |  |  |  |
|                           |                           |                           |                           |                           |                           |  |  |  |  |  |  |                           |  |  |  |  |  |                                      |  |                   |                   |                   |                   |                     |                     |                     |                     |                     |                     |               |               |                      |                      |                      |                      |                      |                      |  |  |           |           |           |           |           |           |  |  |  |  |  |  |  |  |  |  |  |  |  |  |  |  |
|                           |                           |                           |                           |                           |                           |  |  |  |  |  |  |                           |  |  |  |  |  |                                      |  |                   |                   |                   |                   |                     |                     |                     |                     |                     |                     |               |               |                      |                      |                      |                      |                      |                      |  |  |           |           |           |           |           |           |  |  |  |  |  |  |  |  |  |  |  |  |  |  |  |  |
|                           |                           |                           |                           |                           |                           |  |  |  |  |  |  |                           |  |  |  |  |  |                                      |  |                   |                   |                   |                   |                     |                     |                     |                     |                     |                     |               |               |                      |                      |                      |                      |                      |                      |  |  |           |           |           |           |           |           |  |  |  |  |  |  |  |  |  |  |  |  |  |  |  |  |
| Johnny Fontane (con nuôi) | Johnny Fontane (con nuôi) | Johnny Fontane (con nuôi) | Johnny Fontane (con nuôi) | Johnny Fontane (con nuôi) | Johnny Fontane (con nuôi) |  |  |  |  |  |  |                           |  |  |  |  |  |                                      |  |                   |                   |                   |                   |                     |                     |                     |                     |                     |                     | Theresa Hagen | Theresa Hagen | Theresa Hagen        | Theresa Hagen        | Theresa Hagen        | Theresa Hagen        |                      |                      |  |  |           |           |           |           |           |           |  |  |  |  |  |  |  |  |  |  |  |  |  |  |  |  |
| Johnny Fontane (con nuôi) | Johnny Fontane (con nuôi) | Johnny Fontane (con nuôi) | Johnny Fontane (con nuôi) | Johnny Fontane (con nuôi) | Johnny Fontane (con nuôi) |  |  |  |  |  |  |                           |  |  |  |  |  |                                      |  |                   |                   |                   |                   |                     |                     |                     |                     |                     |                     | Theresa Hagen | Theresa Hagen | Theresa Hagen        | Theresa Hagen        | Theresa Hagen        | Theresa Hagen        |                      |                      |  |  |           |           |           |           |           |           |  |  |  |  |  |  |  |  |  |  |  |  |  |  |  |  |
|                           |                           |                           |                           |                           |                           |  |  |  |  |  |  |                           |  |  |  |  |  |                                      |  |                   |                   |                   |                   |                     |                     |                     |                     |                     |                     |               |               |                      |                      |                      |                      |                      |                      |  |  |           |           |           |           |           |           |  |  |  |  |  |  |  |  |  |  |  |  |  |  |  |  |
| Carlo Rizzi (?-1954)      | Carlo Rizzi (?-1954)      | Carlo Rizzi (?-1954)      | Carlo Rizzi (?-1954)      | Carlo Rizzi (?-1954)      | Carlo Rizzi (?-1954)      |  |  |  |  |  |  |                           |  |  |  |  |  |                                      |  | Kay Adams (1924-) | Kay Adams (1924-) | Kay Adams (1924-) | Kay Adams (1924-) | Kay Adams (1924-)   | Kay Adams (1924-)   |                     |                     |                     |                     |               |               |                      |                      |                      |                      |                      |                      |  |  |           |           |           |           |           |           |  |  |  |  |  |  |  |  |  |  |  |  |  |  |  |  |
| Carlo Rizzi (?-1954)      | Carlo Rizzi (?-1954)      | Carlo Rizzi (?-1954)      | Carlo Rizzi (?-1954)      | Carlo Rizzi (?-1954)      | Carlo Rizzi (?-1954)      |  |  |  |  |  |  |                           |  |  |  |  |  |                                      |  | Kay Adams (1924-) | Kay Adams (1924-) | Kay Adams (1924-) | Kay Adams (1924-) | Kay Adams (1924-)   | Kay Adams (1924-)   |                     |                     |                     |                     |               |               |                      |                      |                      |                      |                      |                      |  |  |           |           |           |           |           |           |  |  |  |  |  |  |  |  |  |  |  |  |  |  |  |  |
|                           |                           |                           |                           |                           |                           |  |  |  |  |  |  |                           |  |  |  |  |  |                                      |  |                   |                   |                   |                   |                     |                     |                     |                     |                     |                     |               |               |                      |                      |                      |                      |                      |                      |  |  |           |           |           |           |           |           |  |  |  |  |  |  |  |  |  |  |  |  |  |  |  |  |
|                           |                           |                           |                           |                           |                           |  |  |  |  |  |  |                           |  |  |  |  |  |                                      |  |                   |                   |                   |                   |                     |                     |                     |                     |                     |                     |               |               |                      |                      |                      |                      |                      |                      |  |  |           |           |           |           |           |           |  |  |  |  |  |  |  |  |  |  |  |  |  |  |  |  |
| Victor Rizzi (1949-)      | Victor Rizzi (1949-)      | Victor Rizzi (1949-)      | Victor Rizzi (1949-)      | Victor Rizzi (1949-)      | Victor Rizzi (1949-)      |  |  |  |  |  |  |                           |  |  |  |  |  |                                      |  |                   |                   |                   |                   | Frank Hagen (1940-) | Frank Hagen (1940-) | Frank Hagen (1940-) | Frank Hagen (1940-) | Frank Hagen (1940-) | Frank Hagen (1940-) |               |               | Andrew Hagen (1942-) | Andrew Hagen (1942-) | Andrew Hagen (1942-) | Andrew Hagen (1942-) | Andrew Hagen (1942-) | Andrew Hagen (1942-) |  |  | 2 con gái | 2 con gái | 2 con gái | 2 con gái | 2 con gái | 2 con gái |  |  |  |  |  |  |  |  |  |  |  |  |  |  |  |  |
| Victor Rizzi (1949-)      | Victor Rizzi (1949-)      | Victor Rizzi (1949-)      | Victor Rizzi (1949-)      | Victor Rizzi (1949-)      | Victor Rizzi (1949-)      |  |  |  |  |  |  |                           |  |  |  |  |  |                                      |  |                   |                   |                   |                   | Frank Hagen (1940-) | Frank Hagen (1940-) | Frank Hagen (1940-) | Frank Hagen (1940-) | Frank Hagen (1940-) | Frank Hagen (1940-) |               |               | Andrew Hagen (1942-) | Andrew Hagen (1942-) | Andrew Hagen (1942-) | Andrew Hagen (1942-) | Andrew Hagen (1942-) | Andrew Hagen (1942-) |  |  | 2 con gái | 2 con gái | 2 con gái | 2 con gái | 2 con gái | 2 con gái |  |  |  |  |  |  |  |  |  |  |  |  |  |  |  |  |
|                           |                           |                           |                           |                           |                           |  |  |  |  |  |  |                           |  |  |  |  |  |                                      |  |                   |                   |                   |                   |                     |                     |                     |                     |                     |                     |               |               |                      |                      |                      |                      |                      |                      |  |  |           |           |           |           |           |           |  |  |  |  |  |  |  |  |  |  |  |  |  |  |  |  |
|                           |                           |                           |                           |                           |                           |  |  |  |  |  |  |                           |  |  |  |  |  |                                      |  |                   |                   |                   |                   |                     |                     |                     |                     |                     |                     |               |               |                      |                      |                      |                      |                      |                      |  |  |           |           |           |           |           |           |  |  |  |  |  |  |  |  |  |  |  |  |  |  |  |  |
|                           |                           |                           |                           |                           |                           |  |  |  |  |  |  |                           |  |  |  |  |  |                                      |  |                   |                   |                   |                   |                     |                     |                     |                     |                     |                     |               |               |                      |                      |                      |                      |                      |                      |  |  |           |           |           |           |           |           |  |  |  |  |  |  |  |  |  |  |  |  |  |  |  |  |
|                           |                           |                           |                           |                           |                           |  |  |  |  |  |  |                           |  |  |  |  |  |                                      |  | Sandra Corleone   |                   |                   |                   |                     |                     |                     |                     |                     |                     |               |               |                      |                      |                      |                      |                      |                      |  |  |           |           |           |           |           |           |  |  |  |  |  |  |  |  |  |  |  |  |  |  |  |  |
|                           |                           |                           |                           |                           |                           |  |  |  |  |  |  |                           |  |  |  |  |  |                                      |  |                   |                   |                   |                   |                     |                     |                     |                     |                     |                     |               |               |                      |                      |                      |                      |                      |                      |  |  |           |           |           |           |           |           |  |  |  |  |  |  |  |  |  |  |  |  |  |  |  |  |
|                           |                           |                           |                           |                           |                           |  |  |  |  |  |  |                           |  |  |  |  |  |                                      |  |                   |                   |                   |                   |                     |                     |                     |                     |                     |                     |               |               |                      |                      |                      |                      |                      |                      |  |  |           |           |           |           |           |           |  |  |  |  |  |  |  |  |  |  |  |  |  |  |  |  |
|                           |                           |                           |                           |                           |                           |  |  |  |  |  |  |                           |  |  |  |  |  |                                      |  |                   |                   |                   |                   |                     |                     |                     |                     |                     |                     |               |               |                      |                      |                      |                      |                      |                      |  |  |           |           |           |           |           |           |  |  |  |  |  |  |  |  |  |  |  |  |  |  |  |  |
|                           |                           |                           |                           |                           |                           |  |  |  |  |  |  |                           |  |  |  |  |  | Francesca và Kathryn (1937-)         |  |                   |                   |                   |                   |                     |                     |                     |                     |                     |                     |               |               |                      |                      |                      |                      |                      |                      |  |  |           |           |           |           |           |           |  |  |  |  |  |  |  |  |  |  |  |  |  |  |  |  |
|                           |                           |                           |                           |                           |                           |  |  |  |  |  |  |                           |  |  |  |  |  |                                      |  |                   |                   |                   |                   |                     |                     |                     |                     |                     |                     |               |               |                      |                      |                      |                      |                      |                      |  |  |           |           |           |           |           |           |  |  |  |  |  |  |  |  |  |  |  |  |  |  |  |  |

- Vito "Don" Corleone (Marlon Brando). Người đứng đầu ("Don") của gia đình Corleone và ông trùm của băng mafia, trước kia có tên là Vito Andolini. Ông ta là cha của Sonny, Fredo, Michael và Connie.
- Carmella Corleone (Morgana King). Vợ của Vito Corleone và mẹ của bốn anh em Sonny, Fredo, Michael và Connie, nhân vật ít xuất hiện.
- Santino "Sonny" Corleone (James Caan). Người con cả nóng tính của nhà Corleone, người được coi là sẽ thừa kế vị trí đứng đầu của Vito, là người dũng mãnh, yêu thương em út. Sau bị trúng kế của Carlo, bị băng đảng Barzini xả súng giết chết.
- Frederico "Fredo" Corleone (John Cazale). Con thứ hai của Vito Corleone. Tâm tính ngu muội, vụng về và hèn nhát, không được lòng Don Vito Corleone.
- Michael Corleone (Al Pacino). Con trai thứ ba của Vito Corleone, vừa giải ngũ sau Chiến tranh thế giới thứ hai. Cũng là nhân vật chính của bộ phim, sau khi chiến tranh qua đi, anh trở về gia đình mình nhưng tâm niệm không mong muốn bước vào vòng xoáy quyền lực gia tộc. Tuy nhiên về sau vì trả thù cho người thân, cậu bước vòng cuộc tranh giành quyền lực tàn khốc, những cuộc thanh trừng đẫm máu, với tư chất thông minh cơ trí, cậu dần thay thế cha mình trở thành " Bố Già " - ông trùm quyền lực nhất trong gia tộc Corleone.
- Costanzia "Connie" Corleone (Talia Shire). Con gái út của nhà Corleone. (Ở đầu phim cô làm đám cưới với Carlo Rizzi), tâm tính hiền lành nhu nhược, thường xuyên bị Carlo bạo hành.
- Tom Hagen (Robert Duvall). Sống trong nhà Vito Corleone được công nhận như là con nuôi trong gia đình Corleone, là người đa mưu túc trí, anh cũng là luật sư của gia đình và là cố vấn (consigliere) cho các hoạt động của ông trùm.
- Johnny Fontane (Al Martino). Con đỡ đầu của Vito Corleone. Danh tiếng mà Fontane có được ở Hollywood trong vai trò ca sĩ và diễn viên nhờ phần lớn vào sự bảo trợ của Bố già.
- Kay Adams (Diane Keaton). Ban đầu là bạn gái của Michael, bản tính dịu dàng hiền thục, không mong muốn Michael tham dự vào vòng xoáy chính trị trong gia tộc. Về sau trở thành vợ thứ hai của Michael Corleone (sau khi Apollonia chết).
- Carlo Rizzi (Gianni Russo). Chồng của Connie Corleone. Không được Bố già tin tưởng và bị Sonny căm ghét vì thói bạo hành với Connie, Rizzi đã phản bội gia đình Corleone để bán đứng Sonny cho gia đình Barzini.
- Apollonia Vitelli-Corleone (Simonetta Stefanelli). Người vợ trẻ xinh đẹp của Michael Corleone ở Sicilia. Apollonia cưới Michael khi mới 16 tuổi, cô qua đời không lâu sau đám cưới vì một âm mưu đánh bom xe của gia đình Barzini nhằm vào Michael.
- Sandra Corleone (Julie Gregg). Vợ của Sonny Corleone. Là vợ chính thức của Sonny nhưng cô thường xuyên phải chứng kiến cảnh chồng đi lại với những người đàn bà khác - tuyến nhân vật rất ít xuất hiện

### Nhân vật khác
- Peter Clemenza (Richard S. Castellano). Một trong hai caporegime của Bố già, cũng là trợ thủ đắc lực cho gia tộc Corleone.
- Salvatore Tessio (Abe Vigoda). Một trong hai caporegime của Bố già, người quyết định phản bội gia đình Corleone sau khi Vito Corleone qua đời, hậu quả bị Michael thanh trừng.
- Luca Brasi (Lenny Montana). Tay chân thân tín của Bố già, Luca Brasi bị giết ngay từ đầu cuộc chiến tranh giữa gia đình Corleone và phe của Sollozzo.
- Al Neri (Richard Bright). Cận vệ của Michael Corleone và sau đó là caporegime của nhà Corleone.
- Rocco Lampone (Tom Rosqui). Sát thủ dưới quyền Clemenza và sau đó là caporegime của nhà Corleone.
- Paulie Gatto (John Martino). Sát thủ dưới quyền Clemenza và là tài xế của Bố già.
- Willi Cicci (Joe Spinell). Sát thủ của nhà Corleone.
- Moe Greene (Alex Rocco). Đối tác làm ăn của nhà Corleone ở Las Vegas.
- Virgil Sollozzo (Al Lettieri). Có biệt danh "Gã người Thổ", Sollozzo chuyên kinh doanh ma túy. Sau khi bị Vito Corleone từ chối cộng tác kinh doanh, Sollozzo quyết định bắt tay với các gia tộc khác để tiêu diệt gia đình Corleone.
- Mark McCluskey (Sterling Hayden). Đại úy cảnh sát, người nhận tiền đút lót và làm việc cho Sollozzo.
- Emilio Barzini (Richard Conte). Bố già của gia đình Barzini, một trong ngũ đại gia tộc mafia.
- Philip Tattaglia (Victor Rendina). Bố già của gia đình Tattaglia.
- Joe Zaluchi (Louis Guss). Bố già của gia đình Zaluchi.
- Jack Woltz (John Marley). Nhà sản xuất phim đầy thế lực ở Hollywood, người rất thù ghét con nuôi ông trùm là Johnny Fontane.

## Sản xuất

### Coppola và hãng Paramount
Francis Ford Coppola không phải là lựa chọn đầu tiên cho vai trò đạo diễn bộ phim này, ít nhất đã có hai đạo diễn được mời trước đó, trong số này có đạo diễn người Ý nổi tiếng Sergio Leone nhưng ông từ chối vì cho rằng truyện phim không hấp dẫn. Vào thời điểm này, Coppola đang nợ hãng phim Warner Bros. 400.000 USD cho bộ phim của George Lucas THX-1138 mà Coppola là nhà sản xuất, vì vậy ông nhận lời làm Bố già theo lời khuyên của Lucas, Coppola đã đạo diễn cho 8 bộ phim trong đó đáng chú ý nhất là Finian's Rainbow, ông cũng từng nhận một giải biên kịch cho phim Patton năm 1970.
Trong quá trình làm phim, Coppola và hãng Paramount thường xuyên có xích mích và đã vài lần ông gần như đã bị thay bằng đạo diễn khác. Paramount nghĩ rằng Coppola đã vỡ kế hoạch, thường xuyên để xảy ra lỗi sản xuất và chọn vai, chi tiêu nhiều khoản không cần thiết. Coppola cũng phát biểu rằng ông thường xuyên bị đe dọa sẽ bị thay thế bằng đạo diễn khác, tuy nhiên ông vẫn bảo vệ những quyết định của mình.

### Tìm diễn viên
Diễn viên do Coppola lựa chọn không làm hài lòng những người điều hành ở hãng Paramount, đặc biệt là việc chọn Marlon Brando cho vai Don Vito Corleone. Paramount muốn Laurence Olivier cho vai này (ông không thể tham gia vì vấn đề sức khỏe) vì vậy lúc đầu hãng phim đã bác bỏ quyết định chọn Brando của Coppola, sau đó Coppola đã phải thuyết phục giám đốc hãng phim rằng Brando sẽ vào vai với số tiền ít hơn các bộ phim trước đó, sẽ phải thử vai và hứa không được làm chậm tiến độ quay của phim (điều mà Brando đã gây ra trong vài phim trước đó của ông). Cuối cùng Brando đã đóng rất đạt vai Bố già và giành giải Oscar cho Nam diễn viên chính xuất sắc nhất với vai diễn này.
Ban đầu hãng phim cũng dự định Robert Redford hoặc Ryan O'Neal sẽ đóng vai Michael Corleone nhưng Coppola lại muốn chọn một nam diễn viên không tên tuổi trông giống một người Mỹ gốc Ý, cuối cùng ông tìm được Al Pacino. Pacino không nổi tiếng lắm vào thời điểm đó và hãng phim nghĩ rằng anh không hợp với vai Michael một phần vì chiều cao của anh. Pacino chỉ được giao vai này sau khi Coppola dọa từ bỏ quá trình làm phim. Jack Nicholson, Dustin Hoffman, Warren Beatty, Martin Sheen và James Caan cũng được tham gia thử vai Michael, nhưng người được chọn cuối cùng vẫn là Pacino.
Coppola đã chọn con gái mình, Sofia Coppola, cho vai đứa con trai sơ sinh của Connie và Carlo trong cảnh lễ đặt tên thánh ở cuối phim. Sofia cũng tiếp tục đóng trong hai phần tiếp theo của loạt phim Bố già, ở phần II cô đóng vai một bé gái di cư vô danh trên chiếc tàu thủy đã đưa Vito Corleone tới New York. Trong phần III, cô đóng một vai chính, vai Mary con gái của Michael Corleone.

### Quay phim
Phần lớn các cảnh quay được thực hiện từ ngày 29 tháng 3 đến 6 tháng 8 năm 1971. Bối cảnh trong phim chủ yếu là xung quanh Thành phố New York và các thị trấn Savoca, Forza d'Agrò trên đảo Sicilia.
Một trong những cảnh gây sốc nhất của phim là cảnh nhà sản xuất phim ngủ dậy với một chiếc đầu ngựa đầy máu. Theo Coppola, đây là chiếc đầu ngựa thật và nó được chuyển tới bởi một công ty thức ăn cho chó chứ không có con ngựa nào được giết chỉ để phục vụ cho phim.

### Phát hành
Bố già được phát hành ở Mỹ vào ngày 24 tháng 3 năm 1972, gần đúng 1 năm sau ngày khởi quay.

## Đánh giá
Bộ phim được cả giới phê bình và công chúng mong đợi từ khi chưa ra mắt. Khi phát hành, Bố già đã trở thành bộ phim ăn khách nhất tính cho đến thời điểm đó (kỷ lục này bị phá bởi phim Hàm cá mập ra đời năm 1975) với doanh thu hơn 5 triệu USD trong tuần đầu và hơn 81 triệu USD cho lần phát hành đầu tiên, 134 triệu USD cho lần phát hành tiếp theo.
Bố già đã giành các giải Oscar: Phim hay nhất, Vai nam chính (Marlon Brando từ chối nhận giải) và Kịch bản chuyển thể (Francis Coppola và Mario Puzo). Ngoài ra bộ phim còn giành được 5 giải Quả cầu vàng, một giải Grammy và nhiều giải khác. Nhạc phim do Nino Rota viết ban đầu cũng được đề cử giải Oscar nhưng phải rút lại vì Rota đã sử dụng lại một phần nhạc của ông được viết cho bộ phim Fortunella. Bài hát chủ đề của phim, Speak Softly Love, đã trở nên nổi tiếng và cũng được công chúng hâm mộ.
Sau này bộ phim được coi là một trong những tác phẩm hay nhất của lịch sử điện ảnh, nó luôn xếp ở các vị trí dẫn đầu trong các bảng xếp hạng phim hay uy tín, thứ hai trong Danh sách 100 phim hay nhất của Viện phim Mỹ (sau Công dân Kane), đứng thứ 2 trong danh sách 250 phim hay nhất của trang IMDb (sau Nhà tù ở Shawshank), đầu bảng trên các danh sách phim hay nhất của Metacritic và Rotten Tomatoes. Đạo diễn nổi tiếng Stanley Kubrick tin rằng Bố già có lẽ là tác phẩm lớn nhất đã từng được làm, và dàn diễn viên của phim không còn nghi ngờ gì là tuyệt vời nhất (có tới 4 diễn viên của phim sau này đã đoạt giải Oscar cho Diễn viên chính xuất sắc là Marlon Brando, Al Pacino, Robert Duvall và Diane Keaton).
Câu thoại của Bố già Vito Corleone: "I'm going to make him an offer he can't refuse" đã được bình chọn là câu thoại đáng nhớ thứ hai trong lịch sử điện ảnh Hoa Kỳ trong danh sách của AFI.
| Danh sách giải thưởng và vị trí trong các bảng xếp hạng của Bố già         | Danh sách giải thưởng và vị trí trong các bảng xếp hạng của Bố già |
| Giải Oscar                                                                 | Giải Oscar                                                         |
| -------------------------------------------------------------------------- | ------------------------------------------------------------------ |
| Phim hay nhất (Albert S. Ruddy)                                            | Giành giải                                                         |
| Vai nam chính xuất sắc nhất (Marlon Brando)                                | Giành giải                                                         |
| Đạo diễn xuất sắc nhất (Francis Ford Coppola)                              | Đề cử                                                              |
| Kịch bản chuyển thể hay nhất (Francis Ford Coppola và Mario Puzo)          | Giành giải                                                         |
| Vai nam phụ xuất sắc nhất (James Caan, Robert Duvall và Al Pacino)         | Đề cử                                                              |
| Phục trang xuất sắc nhất (Anna Hill Johnstone)                             | Đề cử                                                              |
| Biên tập phim xuất sắc nhất (William H. Reynolds và Peter Zinner)          | Đề cử                                                              |
| Âm thanh xuất sắc nhất (Richard Portman)                                   | Đề cử                                                              |
| Giải Quả cầu vàng                                                          |                                                                    |
| Phim chính kịch hay nhất (Albert S. Ruddy)                                 | Giành giải                                                         |
| Đạo diễn xuất sắc nhất (Francis Ford Coppola)                              | Giành giải                                                         |
| Kịch bản hay nhất (Francis Ford Coppola và Mario Puzo)                     | Giành giải                                                         |
| Nhạc phim hay nhất (Nino Rota)                                             | Giành giải                                                         |
| Vai nam chính xuất sắc nhất - Phim chính kịch (Marlon Brando và Al Pacino) | Đề cử                                                              |
| Vai nam phụ xuất sắc nhất (James Caan)                                     | Đề cử                                                              |
| Giải của Ủy ban quốc gia về phê bình điện ảnh                              |                                                                    |
| Giải NBRMP cho phim hay nhất (Albert S. Ruddy)                             | Đề cử                                                              |
| Giải NBRMP cho nam diễn viên phụ xuất sắc nhất (Al Pacino)                 | Giành giải                                                         |
| Giải của Hiệp hội Đạo diễn Hoa Kỳ                                          |                                                                    |
| Giải đạo diễn xuất sắc nhất (Francis Ford Coppola)                         | Giành giải                                                         |
| Giải của Hiệp hội phê bình phim New York                                   |                                                                    |
| Giải nam diễn viên phụ xuất sắc nhất (Robert Duvall)                       | Giành giải                                                         |
| Vị trí trong các bảng xếp hạng của Viện phim Mỹ                            |                                                                    |
| 100 phim hay nhất                                                          | Thứ 3 (năm 1998) Thứ 2 (năm 2007)                                  |
| 100 phim rùng rợn và ly kỳ                                                 | Thứ 11                                                             |
| 100 câu thoại                                                              | 1 câu thoại (thứ 2)                                                |
| 100 năm nhạc phim                                                          | Thứ 5                                                              |
| 10 Phim hình sự                                                            | Thứ 1                                                              |
| Vị trí trong các bảng xếp hạng của tạp chí Premiere                        |                                                                    |
| 100 nhân vật điện ảnh vĩ đại                                               | Thứ 1 (vai Vito Corleone)                                          |
| 101 kịch bản hay nhất                                                      | Thứ 2                                                              |
| 100 câu thoại hay nhất                                                     | 1 câu thoại (thứ 10)                                               |
| Thống kê khác                                                              |                                                                    |
| 250 phim hay nhất của IMDb                                                 | Thứ 2 (9.2/10)                                                     |
| 100 phim hay nhất của Rotten Tomatoes                                      | Thứ 8 (100%)                                                       |
| Danh sách bảo tồn của National Film Registry                               | Đợt 1 (năm 1989)                                                   |
| 100 phim hay nhất của Cahiers du cinéma                                    | Thứ 40                                                             |
| 500 phim hay nhất của Empire                                               | Thứ 1                                                              |